# Žaga, Kamnik
Žaga este o localitate din comuna Kamnik, Slovenia, cu o populație de 63 de locuitori.